# Cahuzac-sur-Vère
Cahuzac-sur-Vère – miejscowość i gmina we Francji, w regionie Oksytania, w departamencie Tarn. W 2013 roku jej populacja wynosiła 1126 mieszkańców. Przez gminę przepływa rzeka Vère. 